# Hilda Flavia Nakabuye
Hilda Flavia Nakabuye (née le 15 avril 1997) est une militante ougandaise des droits de l'environnement et du climat qui a fondé le mouvement Fridays for Future ougandais. Elle plaide également pour une plus grande égalité entre les sexes et la diversité raciale dans le mouvement pour le changement climatique. L'une de ses préoccupations environnementales est de sauver le lac Victoria, qui relie l'Ouganda aux pays voisins. Dans le cadre de son activisme, Nakabuye se rend dans les écoles et les communautés pour permettre à davantage de femmes de se joindre à la lutte contre le changement climatique, déclarant que «la crise climatique n'a pas de frontières». Elle a également créé Climate Striker Diaries, une plate-forme en ligne pour encourager la sensibilisation numérique au changement climatique (en).
Nakabuye a manifesté à Kampala, en Ouganda, depuis 2017 après avoir brisé un dialogue sur le climat organisé par la Green Climate Campaign Africa (GCCA) à l'Université de Kampala (en). C'est cet événement qui lui a fait comprendre que le changement climatique était la cause des intempéries qui avaient détruit la ferme de sa grand-mère. Elle a commencé à faire du bénévolat avec le GCCA en tant que militante verte, mais a rapidement ressenti le besoin d'un mouvement plus fort pour évoquer un changement efficace.

## Activités militantes
Dans le cadre du mouvement Fridays for Future, Nakabuye et ses collègues militants pour le climat, dont  Sadrach Nirere, Leah Namugerwa et Bob Motavu, se sont engagés à mobiliser un mouvement de jeunesse fort pour exiger une action urgente face à la crise climatique. Le mouvement Fridays for Future en Ouganda est maintenant le plus grand mouvement de jeunesse d'Afrique de l'Est, avec plus de 50 000 jeunes répartis dans 52 écoles et cinq universités, ainsi que des membres du grand public à travers l'Ouganda, la Sierra Leone, l'Angola, le Gabon, le Nigeria et le Kenya[réf. nécessaire].
Nakabuye a dénoncé le manque de diversité dans le mouvement pour le changement climatique, déclarant que «le débat sur le changement climatique n'est pas réservé aux Blancs». Elle a critiqué les médias après que Vanessa Nakate, une autre militante du climat ougandaise, ait été coupée d'une photo prise au Forum économique mondial de Davos en janvier 2020. Elle a dénoncé cet acte comme une forme de « racisme environnemental et de discrimination», car l'absence de Nakate signifiait que l'image ne montrait que des militants blancs, dont Greta Thunberg, 17 ans[réf. nécessaire].
L'activisme climatique de Nakabuye a reçu une attention internationale, ayant été présenté comme l'une des éminentes jeunes femmes en grève pour le changement climatique dans divers médias, y compris BBC News, Vox  et Time. Surnommée « la Greta africaine » depuis qu'elle a fondé l'ONG Fridays for Future Ouganda, elle a été invitée, le 11 octobre 2019 à prononcer un discours  lors du sommet des maires du C40 à Copenhague, au Danemark, pour exiger une action urgente des dirigeants des plus grandes villes du monde. La même année, elle fait partie des trois protagonistes du film documentaire Dear Future Children (en). 
En 2021, elle écrit à Emmanuel Macron pour protester contre les investissements pétrolier de TotalEnergies en Ouganda, courrier resté sans réponse.